# پدرام فریوسفی
پدرام فریوسفی (زادهٔ ۹ اردیبهشت ۱۳۶۱) نوازنده، موسیقی‌دان و مُدرس ویلن اهل ایران است. او کنسرت‌مایستر سابق ارکستر ملی ایران و سولیست سابق ارکستر سمفونیک تهران است.

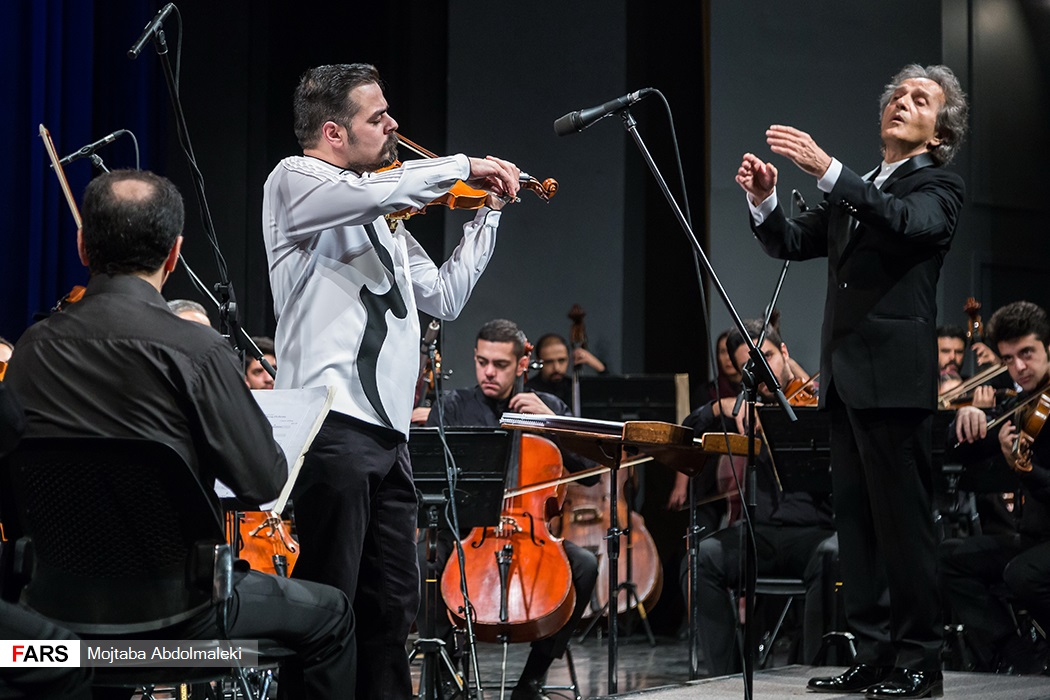
پدرام فریوسفی، ارکستر سمفونیک تهران به رهبری شهرداد روحانی ۱۶ شهریور ۱۳۹۷ تالار وحدت تهران

## زندگی‌نامه
پدرام فریوسفی ۹ اردیبهشت ۱۳۶۱ در تهران متولد شد. در کودکی توسط پدر و مادر با موسیقی آشنا شد. پدر او شهریار فریوسفی موسیقی‌دان، نوازنده و مدرس تار بود. او در سال ۱۳۷۹ از هنرستان موسیقی فارغ‌التحصیل شد. وی نوازندگی ویلن را نزد استادانی همچون: «فریدون زرین‌بال»، سیاوش ظهیرالدینی و «سهیل دهبستی» فرا گرفت و از راهنمایی‌های والودیا تارخانیان بهره برد. او پس از پایان تحصیل در هنرستان موسیقی همکاری خود را با ارکستر سمفونیک تهران آغاز کرد. فریوسفی در سال‌های ۱۳۸۲ تا ۱۳۸۵ در مَسترکلاس‌های موسیقی‌دانانی همچون: «روبیک»، «الکساندرویچ گسمیان»، «سوریک حق‌نظریان» و آرام تالالیان در کشور ارمنستان شرکت نمود و در سال ۱۳۸۶ به کشور اتریش رفت و مورد راهنمایی علی رهبری قرار گرفت. او همچنین به جهت تکمیل آموخته‌هایش در سال‌های ۱۳۸۷ و ۱۳۸۸ با حضور در شهرهای سویل و سالزبورگ از تجربیات نوازندگان «ارکستر اپرای برلین» بهره گرفت. وی موفق به کسب مقام در جشنواره موسیقی فجر در سال‌های ۱۳۷۶، ۱۳۸۷ و ۱۳۸۸ شده‌است. پانیذ فریوسفی، خواهر پدرام فریوسفی نیز از نوازندگان و مدرسان ویلن است.

## فعالیت‌های هنری
از جمله فعالیت‌های هنری پدرام فریوسفی به این موارد می‌توان اشاره کرد: همکاری با ارکستر سمفونیک جوانان تهران، همکاری با ارکستر سمفونیک تهران، همکاری با ارکستر فیلارمونیک ایرانیان، همکاری با ارکستر مجلسی تهران به عنوان کنسرت مایستر، همکاری با ارکستر فیلارمونیک تهران به عنوان سولیست، همکاری با ارکستر نیاوران، همکاری با ارکستر نوبان، همکاری با ارکستر شهرداری تهران، همکاری با ارکستر ملی ایران به عنوان کنسرت‌مایستر، همکاری با ارکستر سمفونیک صداوسیما، همکاری با ارکستر دیوان شرقی‌غربی، کنسرت مایستر کنسرت «هوای گریه» به خوانندگی همایون شجریان، همکاری با آنسامبل «ذاستا»، همکاری با ارکستر فیلارمونیک گیلان به عنوان کنسرت مایستر، همکاری با ارکستر سمفونیک فخرآفرینان ایران به عنوان کنسرت مایستر، همکاری با ارکستر مجلسی «رسا» به عنوان سولیست ویلن، تدریس در دانشگاه، نوازندگی در تور کنسرت‌های «ناگفته» به خوانندگی شهرام ناظری، نوازندگی در کنسرت‌های «شهر خاموش» کیهان کلهر به همراه کوارتت «مینیاتور» فروردین ۱۳۹۸

## آثار
پدرام فریوسفی در اجرای بسیاری از قطعات موسیقی در سبک‌های مختلف حضور داشته‌است که از آن میان به موارد زیر می‌توان اشاره کرد:
- آلبوم موسیقی «ملکه» به آهنگسازی حسین علیزاده[۳۴]
- آلبوم موسیقی «چهار فصل» به آهنگسازی اسماعیل تهرانی و خوانندگی بیژن بیژنی
- آلبوم موسیقی «آئینه و آه» به آهنگسازی محمدجواد ضرابیان و خوانندگی حسام الدین سراج
- آلبوم موسیقی «فصل عاشقی» به آهنگسازی رضا دربندی و خوانندگی سالار عقیلی
- آلبوم موسیقی دخت پری‌وار به آهنگسازی مهیار علیزاده و خوانندگی علیرضا قربانی
- آلبوم موسیقی امشب کنار غزل‌های من بخواب به آهنگسازی فردین خلعتبری و خوانندگی همایون شجریان
- آلبوم موسیقی «ایران جوان» به آهنگسازی پیمان سلطانی و خوانندگی شهرام ناظری
- آلبوم موسیقی «عبور» به آهنگسازی علی قمصری و خوانندگی محمد معتمدی
- آلبوم موسیقی «صبر کن» به آهنگسازی مهیار علیزاده و خوانندگی محمد معتمدی[۳۵]
- آلبوم موسیقی «تو را ای کهن بوم و بر دوست دارم» به آهنگسازی پیمان خازنی و خوانندگی محسن کرامتی و نوشین طافی[۳۶]
- آلبوم موسیقی «فقط گوش کن» به خوانندگی رضا صادقی
- آلبوم موسیقی «جرس» به آهنگسازی میدیا فرج‌نژاد و خوانندگی سینا سرلک
- آلبوم موسیقی «شهر من بخند» اثر گروه پالت
- آلبوم موسیقی امپراطور به خوانندگی مهدی یراحی
- آلبوم موسیقی «اشارات نظر» به خوانندگی میلاد درخشانی[۳۷]
- آلبوم موسیقی «تو محکومی به برگشتن» به آهنگسازی علیرضا افکاری و فرزاد فتاحی و خوانندگی خشایار اعتمادی
- آلبوم موسیقی «محتسب» به خوانندگی علیرضا عصار
- آلبوم موسیقی «آرامش» به خوانندگی بهنام صفوی
- آلبوم موسیقی «یه خاطره از فردا» به خوانندگی احسان خواجه امیری
- آلبوم موسیقی «همخونه» به آهنگسازی امیر سرگزی و خوانندگی محمد علیزاده
- آلبوم موسیقی «همراز» به خوانندگی مجید اخشابی
- آلبوم موسیقی «زیر آسمون شهر» به خوانندگی امیر تاجیک
- آلبوم موسیقی «مخاطب خاص» به خوانندگی علی عبدالمالکی
- آلبوم موسیقی «از نهان تا بیکران» به آهنگسازی نیلوفر محبی
- آلبوم موسیقی «بازگشت» به آهنگسازی مجید رضازاده و خوانندگی سعید پورسعید
- آلبوم موسیقی «همه این روزها» به آهنگسازی کارن همایونفر[۳۸]
- آلبوم موسیقی «بودن و نبودن» به آهنگسازی بردیا کیارس[۳۹]
- آلبوم موسیقی «صبح خیال‌انگیز» به خوانندگی امیررضا هراوی[۴۰]
- آلبوم موسیقی «همیشه لحظه باران…» به آهنگسازی بهنام ابوالقاسم و خوانندگی پوریا اخواص[۴۱]
- آلبوم موسیقی «کجا رفته‌ای» به آهنگسازی محمد امین همایی و خوانندگی سالار عقیلی[۴۲]
- آلبوم موسیقی قشقایی «یاغه» با صدای ابراهیم کهندل‌پور و بازآفرینی و تنظیم فردین رستمی[۴۳]
- آلبوم موسیقی «کو؟» به آهنگسازی جلیل شعاع[۴۴]
- آلبوم موسیقی «اولین ترانه» به خوانندگی شاهین یوسف‌زمانی[۴۵]
- آلبوم موسیقی «دلبری» به آهنگسازی فرید سعادتمند[۴۶]
- آلبوم موسیقی «فروغ» به آهنگسازی سامان صمیمی و خوانندگی علیرضا قربانی[۴۷]
- آلبوم موسیقی «کنعان» به آهنگسازی کریستف رضاعی[۴۸]
- آلبوم موسیقی «پروانه‌های پیراهنش» به خوانندگی اهورا ایمان[۴۹]
- آلبوم موسیقی «پیدای پنهان» به آهنگسازی احسان اتوریان و خوانندگی سالار عقیلی[۵۰]